# Dedikeret
Dedikeret er det andet album fra det danske band De Danske Hyrder.
Albummet er udgivet den 23. maj 2014

## Trackliste
1. Hva' så
2. Ung og Fattig
3. Weekendleg
4. Slumkidz
5. Pubben
6. Kædedrikker
7. Tænk Hvis Man Ikke Kunne Lide Øl
8. Ovenpå
9. Pænere I Nat
10. Snaptjat
11. Undskyld
12. Dedikeret